# K̈
K̈ (minuskule k̈) je speciální písmeno latinky. Nazývá se K s přehláskou. V současnosti[kdy?] se již toto písmeno nepoužívá, ale dříve se používalo v přepisu dnes již nepoužívané manichejské abecedy, kde ho reprezentoval znak khaph (𐫒).[zdroj⁠?!] V Unicode je majuskulní tvar sekvence <U+004B, U+0308> a minuskulní <U+006B, U+0308>.